# Mitoura
Mitoura is een geslacht van vlinders van de familie Lycaenidae, uit de onderfamilie Lycaeninae.

## Soorten
- M. barryi (Johnson, 1976)
- M. byrnei (Johnson, 1976)
- M. hesseli Rawson & Ziegler, 1950
- M. nelsoni (Boisduval, 1869)
- M. rosneri (Johnson, 1976)
- M. siva (Edwards, 1874)
- M. spinetorum (Hewitson, 1867)
- M. sweadneri Chermock, 1944